# Yrkeshögskolan LAB

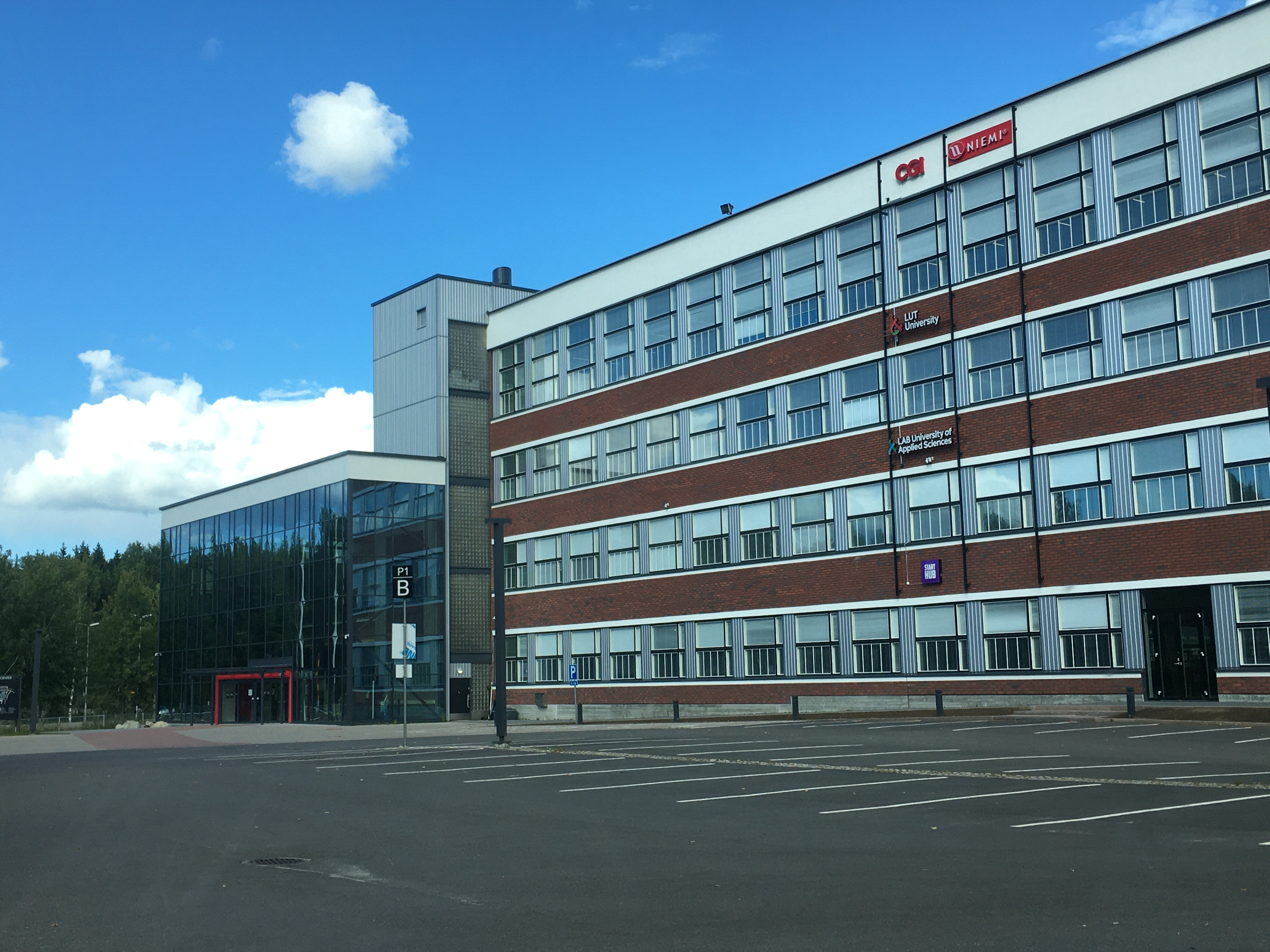
Lahtis campus huvudbyggnad, 2020.

Yrkeshögskolan LAB (finska: LAB-ammattikorkeakoulu) är en finsk yrkeshögskola som bildades 2020 genom en sammanslagning av Lahtis yrkeshögskola och Yrkeshögskolan Saima.
Villmanstrand–Lahtis tekniska universitet och Yrkeshögskolan LAB ingår i en företagsgrupp, där vardera utbildningsanstalten drivs som en autonom enhet. Villmanstrand–Lahtis tekniska universitet fungerar som moderbolag och LAB Ammattikorkeakoulu Oy är dotterbolag till detta.
Yrkeshögskolan LAB har campus i Lahtis och i Villmanstrand samt onlinekurser. Skolan har omkring 9 400 studenter.
Högskolan bedriver undervisning inom företagsekonomi och hotelldrift, formgivning och kommunikation, socialt arbete och hälsovård samt ingenjörsvetenskap på kandidat- och magisternivå.